# Норвежский далер
Норвежский далер — денежная единица Норвегии XVI—XIX столетий до введения кроны. Первые далеры на её территории отчеканили в 1546 году. После длительного перерыва их стали выпускать на постоянной основе с 1628 года после открытия монетного двора в Христиании. Во время действия датско-норвежской унии до 1814 года норвежский далер, по аналогии с датским, соответствовал 96 скиллингам. После перехода под номинальную власть шведского короля соотношение со скиллингами было пересмотрено. С 1816 года полновесный серебряный далер стал равным 120 скиллингам. В 1873 году в стране был утверждён золотой стандарт. Непродолжительное время выпускали деньги с указанием двух номиналов в далерах и кронах. С 1877 года Норвегия окончательно отказалась от использования далеров в связи с вступлением в общий с Данией и Швецией Скандинавский монетный союз, предполагавший введение кроны стоимостью в 0,4032 г чистого золота.

## Предпосылки появления
Норвегия и Швеция в соответствии с Кальмарской унией 1397 года признали верховную власть датских королей. После получения Швецией независимости её сменила датско-норвежская уния 1536 года. Доминировала в союзе Дания. Её король носил титул «короля Дании и Норвегии, вендов и готов». При этом Норвегия сохраняла широкую автономию, имела отдельную от Дании казну и самостоятельно распоряжалась собственными финансами. Система денежного обращения Норвегии на начало XVI столетия повторяла датскую по причине отсутствия собственного монетного двора. В самой же Дании первые крупные серебряные монеты талерового типа отчеканили в конце XV столетия при правлении короля Иоганна (1481—1513). Их появление соответствовало общеевропейским тенденциям денежного обращения и потребностям торговли. Ещё в 1486 году эрцгерцог Тироля Сигизмунд в связи с нехваткой золота и, в то же время, наличием серебряных рудников в своём государстве выпустил большую серебряную монету. По стоимости содержащегося в ней металла (31,7 г серебра 935 пробы) новая денежная единица была эквивалентна золотому рейнскому гульдену. По своей сути чеканка серебряного гульдена стала первой в Священной Римской империи попыткой заменить золотые монеты серебряными аналогами. Новую монету называли «гульдинером» и «гульденгрошем». Дания не осталась в стороне от новых веяний. В 1496—1497 и 1500 годах в Дании выпустили первые серебряные гульденгроши.
В 1510—1512 годах в области Рудных гор на северо-востоке Богемии были открыты богатые месторождения серебра. По приказу местного правителя Штефана Шлика в 1516 году был основан посёлок рудокопов, который получил название Таль, от нем. Tal — долина. В следующем, 1517 году, разросшийся город получил название Иоахимсталя (в честь покровителя рудокопов святого Иоахима).
По средневековым меркам, тираж новых гульдинеров был огромен. Всего до 1545 года из серебра рудников Иоахимсталя было отчеканено более 3 млн экземпляров иоахимсталеров. Это принесло не только колоссальный доход семейству Шликов, но и повлекло их распространение по всей Германии, Чехии, Венгрии и других странах. Большое количество характерных денежных знаков привело к тому, что их стали называть по месту чеканки «иоахимсталерами», или сокращённо «талерами». Это название позже перешло на все типы гульденгрошенов. В Скандинавских странах оно трансформировалось в далер.

## Далеры в период датско-норвежской унии

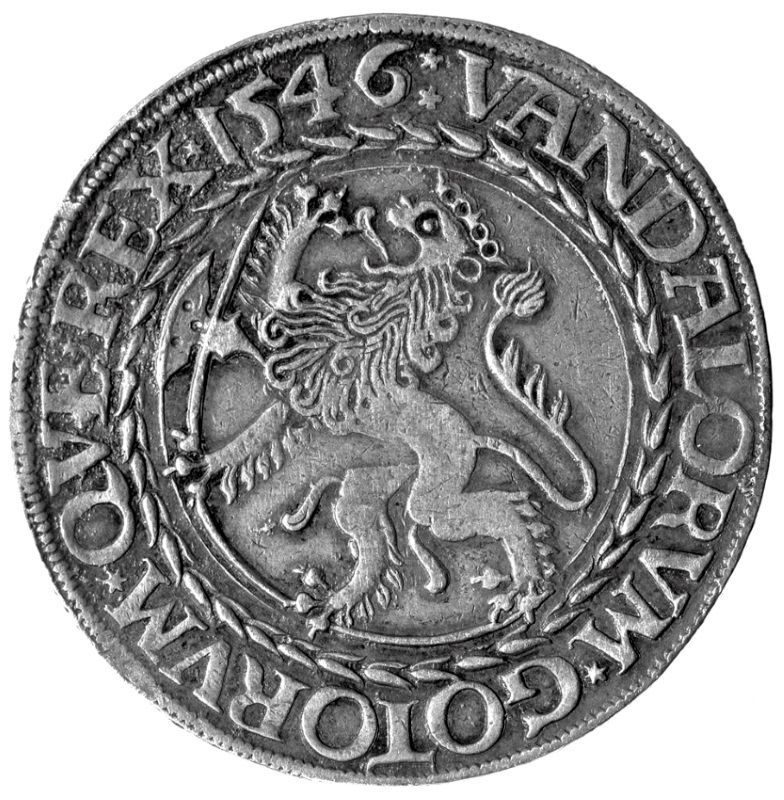
Реверс гимсёйдалера 1546 года

В 1543 году на территории прекратившего своё существование Гимсёйского монастыря в городе Шиен был создан монетный двор. На нём в 1546 году отчеканили первые в истории Норвегии далеры. Их особенностью стало помещение на реверсе национального символа — центрального элемента норвежского герба — льва. Выпуск гимсёйдалеров продлился менее года. В том же 1546 году монастырь и находившийся в нём монетный двор сгорели. Эти монеты не оказали существенного влияния на денежное обращение в связи с малым тиражом (на сегодняшний день сохранилось всего 18 экземпляров). Однако именно они являются первыми далерами Норвегии.
В течение длительного времени в Норвегии вообще не чеканили монеты. В 1628 году монетный двор открыли в Христиании, а в 1686 году он переехал в Конгсберг. С 1628 года, в связи с открытием монетного двора, в Норвегии начинают чеканить далеры на регулярной основе. В 1625 году в Дании сложились следующие соотношения между денежными единицами: 1 далер — 6 марок — 96 скиллингов. Одновременно с далером в стране циркулировали серебряные кроны, равные 4 маркам. Именно эта система была инкорпорирована и в Норвегии. Норвежские далеры XVII столетия содержали ~ 25,18 г чистого серебра, что соответствовало датским.

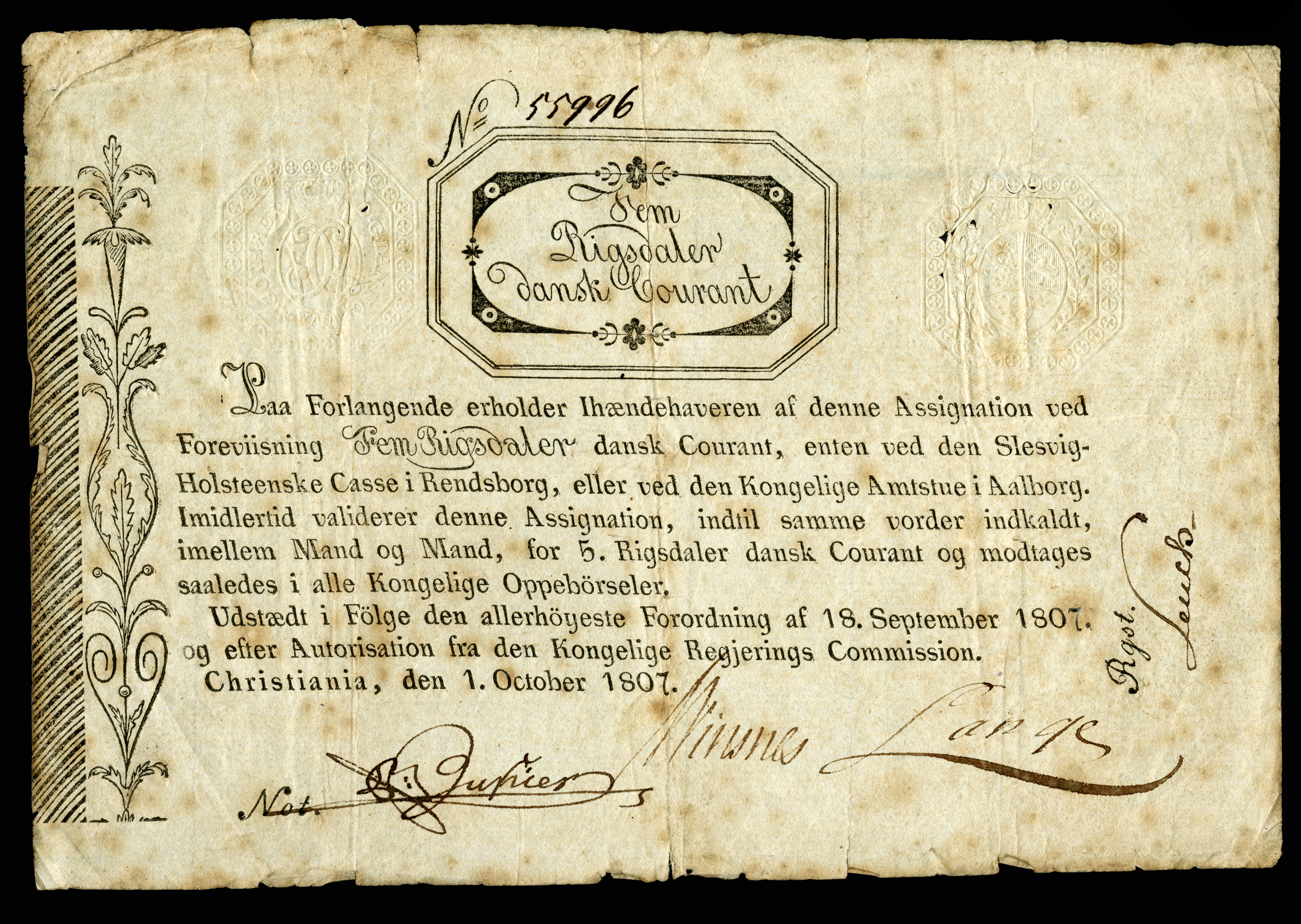
5 курантных норвежских ригсдалеров 1807 года. Христиания

В 1695 году король Кристиан V даровал купцу Йоргену Тормёлену право на выпуск собственных банкнот, которые могли быть использованы на территории Норвегии в качестве законного платёжного средства. Напечатанные купюры номиналом в 10, 20, 25, 50 и 100 ригсдалеров стали первыми норвежскими банкнотами. Дела у купца вскоре расстроились и он был объявлен банкротом.
В XVIII столетии денежное обращение в Норвегии повторяло датское. Плохо контролируемый выпуск банкнот в Дании, номинированных в ригсдалерах, привёл к формированию понятий полновесного серебряного «спесиедалера» и «курантного ригсдалера», чья стоимость определялась текущим рыночным курсом относительно полновесной серебряной монеты. Монеты чеканили на монетном дворе в Конгсберге.
Проблемы, с которыми столкнулась Дания в период Наполеоновских войн начала XIX столетия, привели её к банкротству в 1813 году. По Кильскому договору 1814 года Норвегия переходила под власть шведского короля.

## Далеры в период шведско-норвежской унии
В 1814 году согласно Кильскому договору Дания уступала Норвегию Швеции. В самой Норвегии решили оказать сопротивление, приняли конституцию и объявили о независимости. Последовавшая за этим непродолжительная шведско-норвежская война привела к подписанию унии. Согласно договору Норвегия являлась свободным и самостоятельным королевством, имеющим общего со Швецией короля. Во всех внутренних делах она получала практически полную самостоятельность. Лишь на этих условиях члены стортинга (парламента) принесли присягу на верность королю Швеции Карлу XIII, подчеркнув, что делают это не из-за кильских договорённостей между Данией и Швецией, а согласно норвежской конституции.
В 1816 году стортинг изменил ранее используемое соотношение денежных единиц. Один спесиесдалер становился равным 120 скиллингам или 5 ригсортам по 24 скиллинга каждый. Таким образом была предпринята попытка унифицировать систему взаимоотношений денежных единиц со Швецией. Последовавшие изменения в денежном обращении Швеции не отразились на взаимоотношениях норвежских монет и банкнот. Так, в Швеции, в 1855 году проведена реформа, предполагавшая введение десятичной денежной системы, в то время как в Норвегии продолжали выпускать серебряные далеры и скиллинги. В Швеции до 1855 года печатали банкноты с указанием номинала в риксдалерах банко и риксдалерах специе, а с 1855 года — риксдалерах риксмюнт. В Норвегии центральный банк в Тронхейме продолжал печатать спесиесдалеры.

## Введение норвежской кроны

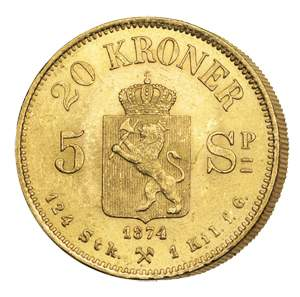
Монета с указанием номинала в двух денежных единицах — 20 крон и 5 спесиесдалеров

27 мая 1873 года между Данией и Швецией был подписан Скандинавский монетный союз, который предполагал отказ от серебряного стандарта и унификацию денежных единиц обеих стран на основе кроны стоимостью в 0,4032 г чистого золота. 4 июня 1873 года стортинг издал закон, предполагавший переход Норвегии к золотому стандарту. С 1 января 1874 года в государстве стали использовать как спесиесдалеры со скиллингами, так и кроны с эре. Один спесиесдалер соответствовал 4 золотым кронам. В 1874 году отчеканили первые золотые и серебряные монеты с указанием номинала в двух денежных единицах, например 20 крон — 5 спесиедалеров, 50 эре — 15 скиллингов.
17 апреля 1875 года принят законодательный акт, согласно которому в стране отказывались от хождения далеров и скиллингов. Это было сделано в контексте подготовки к вступлению в Скандинавский монетный союз. 16 октября 1875 года Норвегия официально в него и вошла. Окончательно далеры и скиллинги перестали использовать и обменивать на новые кроны и эре с 1 января 1877 года.